# Henri Lubatti
Henri Lubatti é um ator americano.

## Vida e carreira
Lubatti nasceu em Seattle em Washington, é filho de Catherine Lubatti, que trabalha em uma agência de viagens e é de descendência francesa e é filho de Henri Lubatti um professor de física que é de descendência italiana.
A pós-graduação de Lubatti foi na University of Washington de teatro e drama, ele fez sua estréia no cinema dramático em 1997 no filme Prefontaine, que foi filmado em Washington e co-estrelou com Kurtwood Smith. Ele fez suas aparições mais antigas na televisão, enquanto trabalhava em Vancouver, Canadá em 1998. Nesse ano, apareceu em um episódio de The X-Files intitulado Mind's Eye. Logo depois foi convidado para a série Millennium e Seven Days dirigido por David Livingston. Ele se mudou para Los Angeles em 1999 onde adquiriu um papel recorrente como J. J. Abrams na série Felicity.
Seus créditos na TV incluem aparições em Angel,Strong Medicine, ER (em um episódio com Sam Witwer), The Practice, e Enterprise. Em 2002, ele teve um papel recorrente como Jovan Myovic na primeira temporada da série de sucesso 24, período em que ele trabalhou ao lado dos companheiros da série Star Trek como Mina Badie, Jude Ciccolella, Zach Grenier, Penny Johnson, Glenn Morshower e Wade Williams. Ele passou a aparecer em programas como o Dragnet (em um episódio com Erick Avari e Richard Cox), CSI (com Robert Curtis-Brown),  Medical Investigation (estrelado por Neal McDonough), na série House MD de Bryan Singer e dois episódios de The OC (incluindo um com Michael Nouri). Ele também teve um papel no Murder, She Wrote, A Story to Die For como fez Steven Culp, Daniel Dae Kim, J. Patrick McCormack e Duncan Regehr

## Ligações Externas
- Henri Lubatti. no IMDb.